# 山形一家3人殺傷事件
山形一家3人殺傷事件（やまがたいっか3にんさっしょうじけん）とは、2006年（平成18年）5月7日に山形県西置賜郡飯豊町のカメラ店で起こった一家3人殺傷事件である。
被害者の一人の行動に怨みを抱いた末の犯行であったが、その内容が加害者が被害者の一人に性的暴行を受けていたというものであったため、様々な疑問が提示された。

## 事件の経緯
この事件は5月7日午前3時55分頃、山形県飯豊町の田園地帯の民家に男が突入し、カメラ店経営の一家3人を襲ったものである。父親（当時60歳）と長男（当時27歳）が死亡し、母親（当時54歳）も脳挫傷の重傷を負った。母親は「お父さんが殺される。助けて」と119番通報をする。母親には襲撃される心当たりがなく、当初「理由はまったく分からない」と話していた。犯行後の午前10時、現場から数百メートル離れた山林の神社の軒下で右手に血がついたまま座っている男を発見し、一家殺傷の犯行を認めたため殺人容疑で一家の遠縁の親戚の男（当時24歳）が逮捕された。
殺人容疑で逮捕された男は5月7日は憔悴が激しかったが、翌日の5月8日は午前6時半に起床し朝食を取った。男は長男に恨みがあったと話したが、夫婦の寝室に入ったのは夫婦の寝室だとは知らなかったためと供述した。男は5月7日夜の取り調べで「長年の恨みがあり、犯行は7日に行うと決めていた」と供述していた。だが、この恨みを抱いた内容が公に発表されると様々な意味で激しい波紋が広まった。犯人の男は「少年の頃に被害者の長男から性的なことを強要されたことで、身体的な変調を来し、犯行を抑えられなかった」と供述したのであった。男が長男に性被害を受けたのは小学4年の話だった。実際、長男の顔だけに執拗に殴った大きな傷があることも判明した。弁護側など一部では心的外傷後ストレス障害(PTSD)説もあったのだが、精神鑑定は地方裁判所が却下した。
犯人の男の一家と長男の一家は遠縁の親戚同士であり男と長男は幼馴染であった。犯人の男は、年明けに長男が結婚する事を知り、小学校時代の性的いじめ（虐待）に対する報復として犯行を決意した。長男には婚約者がおり、10月にはハワイで挙式をする予定であった。父親と母親に関しては殺意を否定し、悪い事をしたという証言も出た。凶器は「ブラックニンジャソード」と呼ばれる特殊な刃物であった。形状は刃渡り約45センチで全長約70センチ、柄が約25センチの両刃の刃物であった。調べに対し犯人の男は「数年前に東京の専門学校に通っていた時に買った」とこの刃物の入手経路を供述した。

## 裁判
公判ではいじめ・性的暴行に関しての問題が争われた。2007年3月30日、検察側は犯人（被告人）が幼い頃長男から受けた性的ないじめによる恨みについては異論は無かったが、反社会的な性格は改善不可能として被告人に死刑を求刑した。4月12日の最終弁論で、弁護側は両親に対する殺意は無かった事やPTSDに罹患している可能性を訴え、被告人は「裁判を通して、遺族や被害者の怒りや悲しみを知った。一生を掛けて償っていきいたい」と述べ深々と頭を下げた。検察側が死刑求刑の根拠として挙げた「永山基準」に関しては、弁護側はこの基準は「定立」したものではないと主張した。
5月23日、山形地方裁判所（金子武志裁判長）はかつて性的暴行を受けた事などを考慮すると更生の余地が全く無いとは言えないとして、死刑の求刑に対し減軽された無期懲役の一審判決を下した。PTSDについては、「少なくとも疑われる症状はあった」とし可能性は否定しなかった上で、責任能力については「冷静な思考を保っており、計画性があった」として責任能力は認めた。その一方で過去の経験が人格形成や殺意に大きく影響していた事は否定しがたいとした。犯行の計画性が十分なものであったかに関しては「犯行前に体調が変化し、犯行の計画性は決して綿密なものではなかった」として、衝動的な部分もあるとした。裁判長は最後に被告人に「死刑選択も十分に考えた。その意味を考え、今後の反省につなげてほしい」と語りかけ、被告人は「はい」と小声で答えた。山形地方検察庁は6月4日、後に弁護側も仙台高等裁判所に控訴。2013年1月15日に仙台高裁は双方の控訴を棄却した。無期懲役（求刑死刑）とした山形地方裁判所判決を支持した仙台高等裁判所判決を不服として、被告人は25日付で上告した。しかしながら、後に被告人本人の意向もあって5月10日付で最高裁判所への上告が取り下げられた。検察側は上告を断念していたため被告人の無期懲役が確定した。